# Michael Richter (Politiker)
Michael Richter (* 27. Juni 1954 in West-Berlin) ist ein deutscher Politiker (CDU). Er ist seit dem 20. Juni 2019 Minister der Finanzen des Landes Sachsen-Anhalt und war von Dezember 2020 bis September 2021 zusätzlich Minister für Inneres und Sport.

## Leben und Beruf
Nach der Schule studierte Richter von 1974 bis 1980 Rechtswissenschaft an der Freien Universität Berlin, die juristischen Staatsprüfungen legte er 1980 und 1982 ab. Anschließend wurde er freier Mitarbeiter in einer Anwaltskanzlei. 1983 trat er in die Steuerverwaltung des Landes Berlin ein. Von 1984 bis 1989 war er beim Finanzamt Charlottenburg-Ost tätig, danach bis 1996 in der Senatsverwaltung für Finanzen, wo er bis zum Referatsleiter aufstieg. Anschließend wechselte Richter als Leiter der Besitz- und Verkehrsteuerabteilung zur Oberfinanzdirektion Cottbus. Ab 2003 war er Abteilungsleiter im Brandenburger Ministerium für Wirtschaft und amtierte dort von 2008 bis 2009 als Staatssekretär.
Richter ist verheiratet und hat ein Kind.

## Politik
Vom 20. April 2011 bis zum 31. Oktober 2012 war Richter Staatssekretär im Ministerium für Wissenschaft und Wirtschaft des Landes Sachsen-Anhalt. Am 1. November 2012 wechselte Richter als Nachfolger von Heiko Geue als Staatssekretär in das Ministerium der Finanzen des Landes Sachsen-Anhalt. Mit Wirkung vom 1. November 2015 wurde er vom Ministerium der Finanzen in das Ministerium für Inneres und Sport des Landes Sachsen-Anhalt abgeordnet. Seit dem 27. April 2016 war Richter wieder ausschließlich Staatssekretär im Finanzministerium. Am 20. November 2012 übernahm er auch die Funktion des Beauftragten der Landesregierung für Informationstechnik (Chief Information Officer (CIO)). Am 20. Juni 2019 wurde Richter als Nachfolger des zurückgetretenen André Schröder zum Minister der Finanzen von Sachsen-Anhalt ernannt und übernahm am 8. Dezember 2020 anstelle des entlassenen Ministers Holger Stahlknecht zusätzlich die Leitung des Ministeriums für Inneres und Sport. Mit der Bildung des Kabinetts Haseloff III im September 2021 löste ihn Tamara Zieschang als Minister für Inneres und Sport ab.